# Michael Lau
Michael Lau (* 1970 in Hongkong) ist ein in Hongkong arbeitender zeitgenössischer Künstler, der insbesondere als Wegbereiter der Kunstrichtung Designer Toys bekannt ist.

## Leben
Lau wuchs im ländlichen Sheung Shui, im Norden Hongkongs auf, wo seine Eltern Hühner züchteten. Zwischen 1989 und 1992 studierte er Grafikdesign am First Institute of Art and Design in Hongkong. Er lebt mit seiner Frau, der bei dem italienischen Modeunternehmen Fendi tätigen Modedesignerin Florence Yip, in Hongkong.

## Werk
Nach seinem Bachelorabschluss in Grafikdesign 1992 begann Lau mit Arbeiten im Bereich des Charakterdesigns, die er zunächst in eigenen Comicstrips und Acrylgemälden umsetzte. Einzelne Arbeiten stellte er in lokalen Galerien aus. 1996 bescherte ihm die Serie Watergarden erste größere Aufmerksamkeit, in der er seine entwickelten Charaktere als auf Wasseroberflächen reflektiert porträtiert.
1997 wurde Lau von der befreundeten Hongkonger Heavy-Metal-Band Anodize angefragt, das Cover für deren Album mit dem Titel Action Figures zu gestalten. Hierfür gestaltete Lau Figuren, die an das Aussehen der Bandmitglieder angelehnt waren und fotografierte diese in entsprechenden Posen für das Cover. Nach dieser Arbeit konzentrierte sich Lau zunehmend auf die Verbindung von Elementen von Action-Figuren (wie z. B. G.I. Joe oder Masters of the Universe) aus der Alltagskultur und Skulpturen aus der Domäne der bildenden Künste. 1999 stellte Lau schließlich eine Kollektion von 101 handgefertigten Figuren im Hong Kong Arts Centre aus, die unter dem Titel The Gardener bekannt wurden. Sie gelten als erstes Werk in der Kunstrichtung Designer Toys und brachten Lau den Beinamen „The Godfather of Designer Toys“ ein. Die einzelnen Exponate der Figurenserie Gardener sind stark von der US-amerikanischen und asiatischen Hip-Hop-, Skateboard- und Basketball-Kultur beeinflusst. Es handelt sich dabei um stilisierte Figur aus Vinyl im Maßstab 1:6, die von Hand gefertigte Kleidung tragen, welche an tatsächlich existierende Streetwear angelehnt ist. Die einzelnen Charaktere mit je eigenem Namen und Persönlichkeit sind durch Personen aus Laus Freundes- und Bekanntenkreis inspiriert. Lau selbst bezeichnet seine erste Skulptur rückblickend als eine Mischung aus klassischen G.I. Joe Action-Figuren und den Modepuppen der Barbie-Reihe.
Kommerziellen Erfolg hatte Lau durch diverse Kollaborationen mit den Sportartikelherstellern Nike und Puma, für die er exklusive Designs für bestehende Schuhmodelle entwickelte, oder mit dem Einrichtungskonzern IKEA, für den Lau 2018 ein Designer Toy aus Kristallglas gestaltete.
Zum zehnjährigen Jubiläum der Gardener-Reihe überarbeitete Lau einige seiner original Figuren und stellte diese in Los Angeles aus, seine erste Einzelausstellung in den USA. 2004 eröffnete Lau seine eigene Galerie unter dem Namen michael in Hongkong. 2017 stellte Lau in Kollaboration mit dem Bekleidungshersteller Carhartt unter dem Titel „Playwork“ Skulpturen auf der Art Basel Hongkong aus, der größten jährlichen Kunstmesse Asiens. Von Oktober 2018 bis April 2019 wurde eine kuratierte Ausstellung von Laus Arbeiten in London ausgestellt, die erste Einzelausstellung in Europa. Unter dem Titel „Oh... My Toys!“ wurde das Sammeln von Designer Toys selbst zum Thema der Ausstellung. Im September 2019 werden insgesamt 50 Arbeiten aus den bereichen Illustration und Designer Toys unter dem Titel Collect Them all in der Christie’s Niederlassung in Shanghai ausgestellt und zum Verkauf angeboten. Dies ist nach bereits die zweite Zusammenarbeit von Lau und dem Auktionshaus Christie’s, nachdem 2018 in der Hongkonger Niederlassung eine Ausstellung von Arbeiten Laus unter dem Titel Collect Them all erfolgte.
Für seine Arbeiten verwendet Lau verschiedene Materialien wie etwa Holz, Glas, Pappe, Fiberglas oder Textil sowie unterschiedliche Produkte wie Sticker, T-Shirts, Turnschuhe oder Skateboards.

## Ausstellungen (Auswahl)
- 2019 Collect Them All, Christie’s, Shanghai, China
- 2018 Collect Them All, Christie’s, Hongkong
- 2018 Oh... My Toys!, Duddell's, London, England
- 2017 Playwork, Art Basel Hongkong, Hongkong
- 2016 What? We: Want!, The Living Room Museum, Hongkong
- 2009 Gardener 10th Anniversary, De La Barracuda, Los Angeles, USA
- 1999 The Gardener, Hong Kong Arts Centre, Hongkong
- 1996 Watergarden, Hong Kong Arts Centre, Hongkong

## Auszeichnungen (Auswahl)
- Philippe Charriol Art Foundation Award (1993, 1994, 1996, 1997)[15]
- Hong Kong Designers Association Global Design Award (1996)[16]
- Designer Toy Award for Lifetime Achievement (2011)[17]